# Alejandro Guarello
Alejandro Guarello, né le 21 août 1951 à Viña del Mar, est un compositeur et chef d'orchestre chilien. Il est l'auteur de plus de 65 œuvres de tous genres, vocales et instrumentales, incluant musique de chambre et symphonies, créées et publiées au Chili, aux États-Unis, en Europe et au Japon. Il est actuellement directeur de l'institut musical de l'université pontificale catholique du Chili.

## Biographie
Il commence ses études musicales en 1971 à l'université catholique de Valparaíso. Après quatre ans passés dans cet établissement, il se perfectionne auprès du compositeur et pianiste Cirilo Vila, avec qui il poursuit sa carrière de 1977 à 1982, jusqu'à l'obtention de la licence de composition de la faculté des arts de l'université du Chili. Durant cette période, il reçoit la commande d'une musique pour la Cantate pour les Droits de l'Homme, sur un texte du prêtre Esteban Gumucio Vives. Cette œuvre sera créée le 25 novembre 1978 en la cathédrale métropolitaine de Santiago.
En 1984 et 1985, Alejandro Guarello se rend en Italie pour compléter sa formation en composition. Deux bourses du gouvernement italien lui permettent de poursuivre ses études à Rome, Sienne et Milan.
Son premier enregistrement, en 1998, comprend des œuvres de musique de  chambre composées entre 1979 et 1996. Depuis lors 14 autres disques ont été enregistrés.
En janvier 2009, il remplace le chanteur Fernando Ubiergo comme président de la Société chilienne du droit d'auteur : cette nomination est confirmée par un vote au sein de l'institution en mai de la même année. Fin mai 2011, Alejandro Guarello est réélu à ce poste.

## Prix et distinctions
- prix des festivals de musique chilienne de l'université du Chili (1979)
- prix du conservatoire de Paris (1984)
- prix de l'académie musicale Chigiana de Sienne (1984)
- prix Charles Ives (1999)
- prix du Conseil chilien de la Musique. CIM. UNESCO (2004)
- prix de l'orchestre moderne du Chili (2004)
- prix pour la musique du président de la république du Chili (2005)
- médaille de l'université pontificale catholique du Chili (2008)